# Museo Castillo Serrallés
Museo Castillo Serrallés, también conocido como Museo de la Caña y el Ron, es un museo agrícola en la ciudad de Ponce, que muestra la historia de la caña de azúcar, su industria derivada del ron y su impacto en la economía de Puerto Rico. La característica más notoria del museo es el edificio que ocupa. El edificio es una gran estructura de cuatro pisos construida en la década de 1930 para el propietario de Destilería Serrallés de Ponce, una de las destilerías de ron más grandes de Puerto Rico. La destilería también albergó la mayor fábrica de azúcar de Puerto Rico, llamada Central Mercedita, donde se producía la marca de azúcar Blancanieves. El edificio, conocido como Castillo Serrallés, fue diseñado por Pedro Adolfo de Castro en 1930 en el estilo del Renacimiento colonial español.
El museo se encuentra en un lote de 2.5 acres y se inauguró el 20 de febrero de 1991. Los visitantes pueden recorrer la casa reformada, que ha sido amueblada para lucir como en la década de 1930. También hay un área de exhibición temporal para artistas locales. El Castillo de Serrallés ahora forma parte de un gran conjunto que incluye la Cruceta del Vigía, un jardín japonés y un mariposario. En septiembre de 2010, el museo recibía alrededor de 100 000 visitantes al año.

## Ubicación
El museo se encuentra en la cima de una colina con vistas a la zona histórica de Ponce. Construido durante la década de 1930, la estructura del museo se asienta sobre un terreno de 2,5 acres (1 ha) extremadamente cuidados. El museo es una de las estructuras más emblemáticas de Puerto Rico y recibe unos 100 000 visitantes al año.

## Historia
La casa fue comprada por el Ayuntamiento de Ponce a los herederos de Serrallés. Si bien el castillo estaba valorado en cerca de US$ 17 millones, se compró por solo US$ 400 000 e incluyó gran parte de los muebles en la venta. La intención inicial de la ciudad era convertirla en un museo de la música puertorriqueña.  El Museo de Música Puertorriqueña, sin embargo, finalmente se estableció en otra parte de la ciudad.
El castillo fue construido en 1926 por el arquitecto local Pedro Adolfo de Castro y Besosa. Incluye dos enormes terrazas, una fuente exterior y un jardín trasero simétrico. Su interior incluye un lujoso hall, un espacioso comedor y un patio interior.

## Administración
El museo es administrado y operado por una organización cívica no gubernamental sin fines de lucro llamada Patronato de Ponce. La organización recibió una donación del Gobierno Municipal de Ponce de US$ 600 000 durante el año fiscal 2008-2009, pero debido a la recesión económica mundial, la Municipalidad redujo su donación a US$ 300 000 por año en 2010. También había estado recibiendo una cantidad no revelada en donaciones anuales del sector privado, pero una parte de eso también se redujo debido a la economía. El museo opera con un presupuesto anual de US$ 1.2 millones.

## Exhibiciones y recorridos
El acceso al museo se realiza a través de la entrada del patio / balcón lateral en el extremo sur del edificio. El museo solo puede ser visto a través de visitas guiadas programadas y los guías turísticos son muy estrictos con esta norma, ya que la administración no quiere que los visitantes paseen por la casa por su propia cuenta. El único momento para estar solo es en la tienda de regalos.
El museo tiene cuatro pisos, y las exhibiciones en cada piso se enfocan en un aspecto particular del museo y las vidas de sus antiguos dueños.
La planta baja, que es el antiguo sótano del castillo, alberga todas las exposiciones del museo relacionadas con el ron y el azúcar. En su extremo norte se encuentra el antiguo garaje para 3 coches, ahora convertido en la tienda de regalos del museo. Este nivel también alberga la entrada principal al museo en su extremo sur. En el área central principal se encuentran los antiguos cuartos de servicio que solían albergar instalaciones mecánicas, eléctricas y de almacenamiento de agua. Estos han sido remodelados para dar cabida a la entrada del torniquete, un restaurante y un auditorio con capacidad para unas 50 personas. También hay algunas oficinas del Patronato en este piso.
El segundo piso contiene la antigua biblioteca del dueño del castillo, un patio central, un solárium, la sala, el comedor y la cocina. Hay fotos que adornan la pared en este nivel y muestran el desarrollo de los negocios de ron y azúcar. Este nivel contiene el antiguo acceso formal a la casa a través de su entrada principal.
El tercer piso tiene todos los dormitorios. Estos se muestran con mobiliario original, así como todo tipo de accesorios personales de los antiguos ocupantes. A lo largo de este nivel hay imágenes colgadas en la pared del clan familiar productor de ron. Las imágenes aquí están orientadas a la vida personal y familiar del clan.
El cuarto piso es la terraza, desde donde son posibles las vistas más impresionantes y dominantes de la ciudad. Concebida como un espacio de entretenimiento relajado, la terraza tiene áreas cubiertas y descubiertas.

## Jardines
La ciudad también rejuveneció el paisaje circundante. El patio trasero ahora consta de una exuberante hierba verde, fuentes, arbustos bien cuidados y luces. El primer piso también alberga una plaza al aire libre que está cubierta por el techo sobre el segundo piso. La ciudad utiliza esta área para exhibir el trabajo de artistas y fotógrafos locales. El área ahora se usa para bodas privadas, celebraciones de quinceañeras y otros eventos sociales similares.